# Pyrantel
Le pyrantel est un antihelminthique, souvent prescrit dans le traitement et la prévention des infestations parasitaires chez les animaux. Il est actif sur  : 
- les oxyures (Enterobius vermicularis)
- les ascaris (Ascaris lumbricoides)
- les ankylostomes (Ankylostoma duodenale et Necator americanus).

## Mécanisme d'action
Le pyrantel est un agoniste des récepteurs nicotiniques,. Il agit par blocage neuro-musculaire, à la suite de l'activation prolongée des récepteurs de l'acetylcholine (nACh) au niveau de la paroi musculaire.

## Divers
Le pyrantel fait partie de la liste des médicaments essentiels de l'Organisation mondiale de la santé (liste mise à jour en avril 2013).